# Bjarni Pálsson

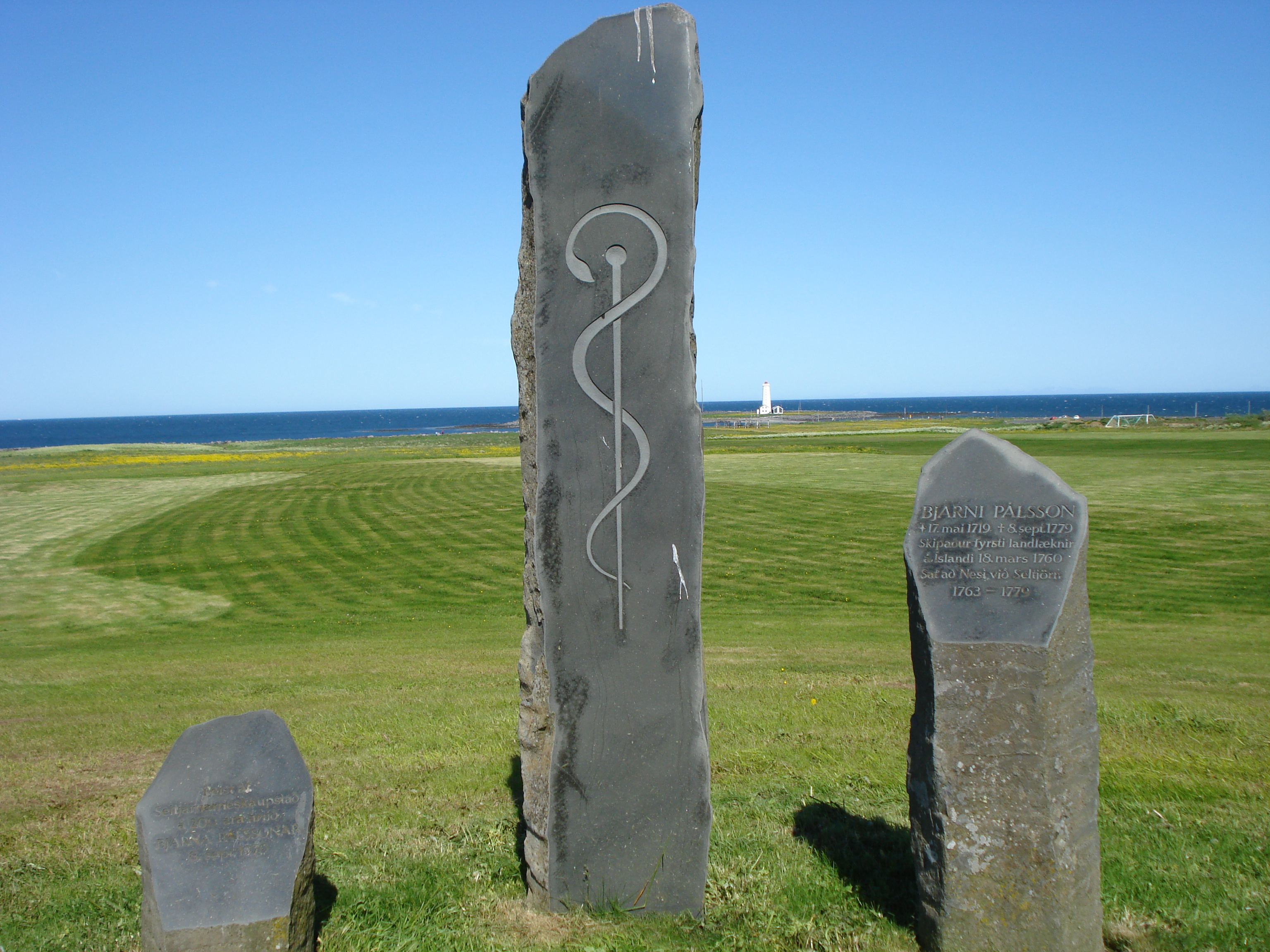
Minnesmärke över Bjarni Pálsson.

Bjarni Pálsson, född 17 maj 1719 i Upsir vid Dalvík, död 8 september 1779 på Nes vid Seltjarnarnes, var en isländsk läkare och naturforskare. 
Bjárni, som var prästson, blev student 1745  vid Köpenhamns universitet, där han studerade medicin och naturhistoria, främst botanik. Han utgav 1749 en mindre avhandling på latin om ätliga tångarter (söl) på Island och blev 1750 tillsammans med Eggert Ólafsson sänd till Island för att där samla gamla böcker och naturalier. Åren 1752–1757 bereste de på offentlig  bekostnad Islands bygder, samlade naturföremål och förvärvade sig större kännedom om hela landet än någon annan tidigare.  År 1760 blev han landsläkare på Island, och Eggert Ólafsson kom således att ensam skriva deras berömda Rejse gennem Island, ett verk, som blev grundläggande för kännedomen om Island och isländska förhållanden. 
Som Islands första utbildade läkare mötte Bjárni utomordentligt stora svårigheter. För att få fler läkare på Island tog han studenter till sitt hem och undervisade dem i medicin; på så sätt fick Island 1766 en läkare på Norðurland och en annan på Västlandet, och han fortsatte arbeta för att Island skulle få fler läkare. Själv blev han till slut utsliten av de långa och mödosamma resorna i syfte att ge sjuka läkarhjälp.